# Diaphorolepis
Genre
Diaphorolepis est un genre de serpents de la famille des Dipsadidae.

## Répartition
Les espèces de ce genre se rencontrent au Panama, en Colombie et en Équateur.

## Liste des espèces
Selon The Reptile Database (30 août 2013) :
- Diaphorolepis laevis Werner, 1923
- Diaphorolepis wagneri Jan, 1863

## Publication originale
- Jan, 1863 : Elenco Sistematico degli Ofidi descriti e disegnati per l'Iconografia Generale. Milano, A. Lombardi, p. 1-143 (texte intégral).